# Организация сотрудничества железных дорог

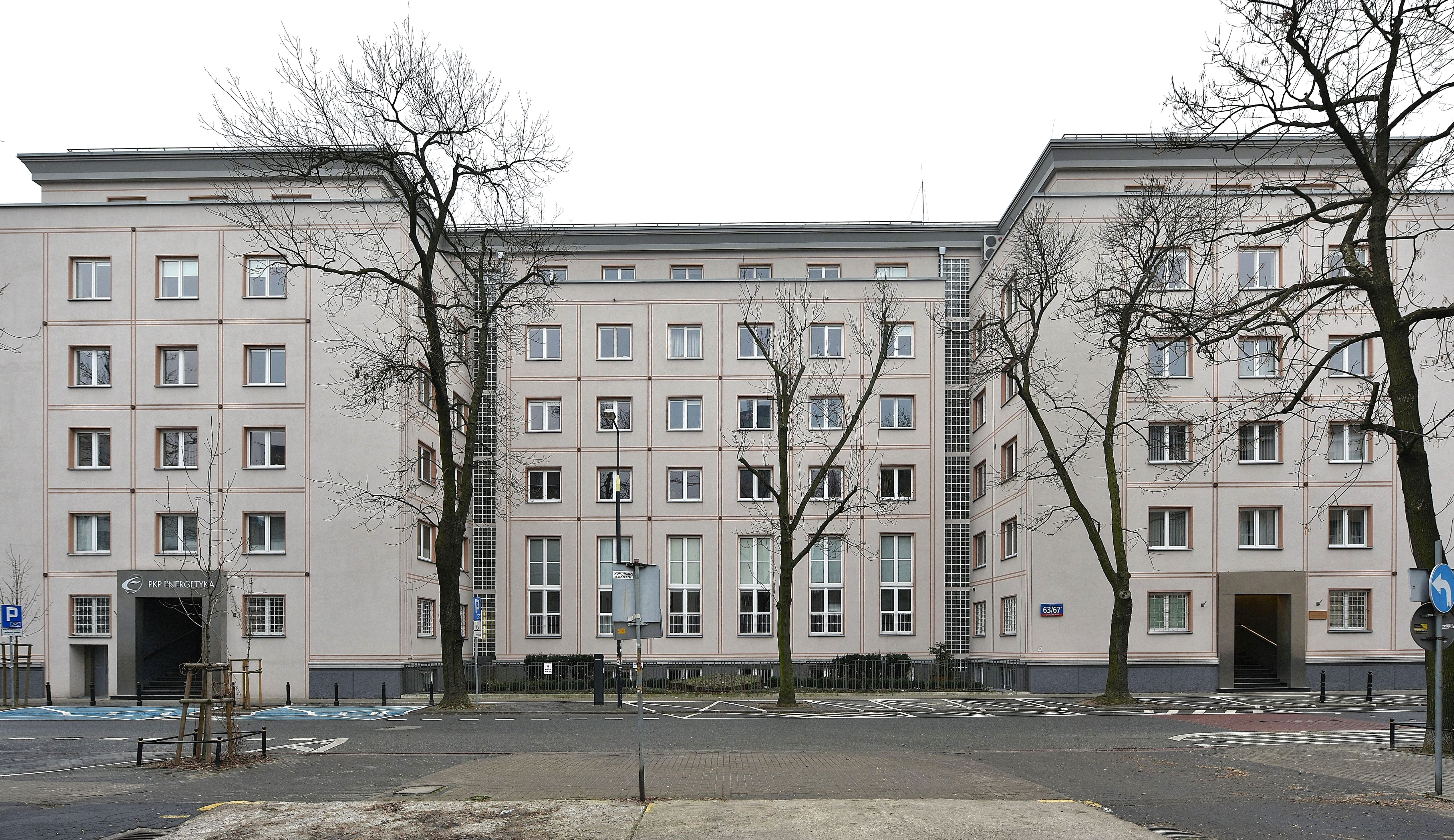
Комитет ОСЖД

Организация сотрудничества железных дорог, ОСЖД (ang. Organisation for Cooperation between Railways, OSJD) – международная организация, основанная 28 июня 1956 года в Софии (Болгария) на сессии Совещания Министров, ведающих железнодорожным транспортом в следующих странах: Народной Республике Болгарии, Венгерской Народной Республике, Германской Демократической Республике, Китайской Народной Республике, Корейской Народно-Демократической Республике, Монгольской Народной Республике, Польской Народной Республике, Румынской Народной Республике, Союзе Советских Социалистических Республик, Чехословацкой Республике. 
По состоянию на июнь 2023 года ОСЖД объединяет 30 стран Европы и Азии, статус наблюдателя имеют 4 железнодорожные компании, а 36 фирм и организаций, непосредственно связанных с деятельностью железных дорог, имеют статус присоединённого предприятия ОСЖД.
|                  | Организация сотрудничества железных дорог – ОСЖД Organizacja Współpracy Kolei – OSŻD Organisation for Cooperation between Railways – OSJD, OSShD |
| ---------------- | --- |
| Рабочие языки    | китайский, русский, английский |
| Штабквартира     | ул. Хожа 63/67, 00-681 Варшава |
| Члены ОСЖД       | 30 стран, 36 присоединенных предприятий |
| Председатель     | Мирослав Антонович |
| Дата основания   | 1956 год |
| Официальный сайт | |

Общая эксплуатационная длина железных дорог ОСЖД достигает 340 тыс. км. В странах – членах ОСЖД, совокупная площадь которых составляет более 37,5 млн. кв. км с населением более 2 млрд. человек, железнодорожным транспортом в год перевозится в среднем около 5,5 млрд. пассажиров и 5,5 млрд. тонн грузов.

## История
Необходимость создания единых правовых и экономических норм для обеспечения пассажирских и грузовых перевозок в международном сообщении стала причиной разработки в начале 50-х годов текстов первых основных документов для осуществления пассажирских и грузовых перевозок в международном сообщении, а именно:
- Соглашения о перевозке пассажиров и багажа по железным дорогам в прямом международном сообщении (МПС) и Служебной инструкции к Соглашению;
- Соглашения о перевозке грузов по железным дорогам в прямом международном сообщении (МГС) и Служебной инструкции к Соглашению;
- Тарифа на перевозку пассажиров, багажа и товаробагажа по железным дорогам в прямом международном сообщении;
- Единого транзитного тарифа за перевозку грузов через страны, железные дороги которых участвуют в Соглашении о перевозке грузов по железным дорогам в прямом международном сообщении;
- Правил взаимного пользования вагонами в международном сообщении (ППВ);
- Правил о расчётах к Соглашениям МПС и МГС.

Эти соглашения, правила и тарифы, принятые железными дорогами Народной Республики Албании, Народной Республики Болгарии, Венгерской Народной Республики, Германской Демократической Республики, Польской Народной Республики, Социалистической Республики Румынии, Союза Советских Социалистических Республик и Чехословацкой Социалистической Республики, были введены в действие с 1 ноября 1951 года.
В 1953 году в Москве и в 1955 году в Берлине состоялись очередные совещания железных дорог – участниц этих Соглашений. В итоге этих совещаний тексты перечисленных выше соглашений, тарифов и правил подверглись коренным изменениям, а соглашения получили названия СМГС (грузовое сообщение) и СМПС (пассажирское сообщение); также значительно увеличилось количество участников данных Соглашений.
Ведение дел МПС и МГС (а в дальнейшем СМПС и СМГС) было поручено Польским государственным железным дорогам, которые для выполнения этой функции создали Бюро управления делами МПС – МГС (БУД). 
С течением времени сотрудничество между железными дорогами развивалось. Значительно возросли перевозки пассажиров и грузов и, кроме того, повысилась необходимость распространения сотрудничества и на другие области работы железных дорог, а именно на техническую, научно-исследовательскую и проектно-конструкторскую, а также на область экономики.
Однако необходимость развития научно-технического сотрудничества между железными дорогами и развития международного железнодорожного сообщения стала причиной создания новых организационных форм, которые должны были обеспечить его непрерывный рост. Вследствие этого появилась необходимость создания новой организационной структуры по сотрудничеству в сфере железнодорожного транспорта.
Таким образом, с 23 по 28 июня 1956 года в Софии было проведено Совещание министров, ведающих железнодорожным транспортом, которые единогласно постановило создать Организацию сотрудничества железных дорог (ОСЖД). В истории ОСЖД это совещание считается первой сессией Совещания Министров ОСЖД. Совещание обсудило вопросы о расширении координации и сотрудничества между железными дорогами, участвующими в Соглашениях СМПС и СМГС, приняло Положение об Организации сотрудничества железных дорог и поручило БУД разработать проект Правил процедуры Совещания Министров ОСЖД и Регламента исполнительного органа – Комитета ОСЖД.

## Страны - члены ОСЖД
1956 - Страны – члены ОСЖД (основатели)
Албания, Болгария, Германская Демократическая Республика, Китай, КНДР, Монголия, Польша, Румыния, СССР, Чехословакия, Венгрия, Вьетнам,
1966 Куба
1990 Германская Демократическая Республика перестаёт быть страной – членом ОСЖД
1992 Россия (как юридический преемник СССР), Беларусь, Латвия, Литва, Молдова, Украина, Эстония
1993 Чехия и Словакия (на место Чехословакии), Грузия, Азербайджан, Казахстан, Узбекистан 
1994 Туркменистан
1995 Кыргызстан, Таджикистан
1997 Иран
2014 Афганистан
2018 Республика Корея
2022 Лаос

## Цели и задачи
Основными направлениями деятельности ОСЖД являются:
- Развитие и совершенствование международных железнодорожных перевозок, прежде всего в сообщении между Европой и Азией, включая комбинированные перевозки;
- Формирование согласованной транспортной политики в области международных железнодорожных перевозок, разработка стратегии деятельности железнодорожного транспорта и стратегии деятельности ОСЖД;
- Совершенствование Международного транспортного права, ведение дел по Соглашению о международном пассажирском сообщении (СМПС), Соглашению о международном железнодорожном грузовом сообщении (СМГС) и по другим правовым документам, связанным с международными железнодорожными перевозками;
- Сотрудничество по решению проблем, связанных с экономическими, информационными, научно-техническими и экологическими аспектами железнодорожного транспорта;
- Разработка мероприятий по повышению конкурентоспособности железнодорожного транспорта по отношению к другим видам транспорта;
- Сотрудничество в области эксплуатации железных дорог и технических вопросов, связанных с дальнейшим развитием международных железнодорожных перевозок;
- Сотрудничество с международными организациями, занимающимися вопросами железнодорожного транспорта, включая комбинированные перевозки.

## Руководящие органы ОСЖД
Высшим руководящим органом ОСЖД является Совещание Министров. Совещание Министров рассматривает и принимает решения на правительственном уровне по всем вопросам, относящимся к направлению деятельности ОСЖД, с учётом предложений Конференции Генеральных директоров (ответственных представителей) железных дорог ОСЖД. 
Руководящим органом на уровне железнодорожных предприятий является Конференция Генеральных директоров (ответственных представителей) железных дорог ОСЖД (КГД). Конференция организует работу и принимает решения по вопросам, относящимся к направлениям деятельности ОСЖД в пределах компетенции железных дорог и железнодорожных предприятий.
Совещание Министров и Конференция в области своей деятельности принимают решения по вопросам деятельности ОСЖД и её исполняющего органа – Комитета ОСЖД, в том числе создания рабочих и других органов Организации, определения задач и программы работ рабочих органов.
Уникальность ОСЖД заключается в том, что в рамках одной Организации сотрудничают государственные органы исполнительной власти, ведающие железнодорожным транспортом, и хозяйствующие субъекты в виде железнодорожных компаний. Это позволяет объединить в одну организацию целый комплекс субъектов, участвующих в правотворческом процессе, а затем и в его применении.

## Коридоры ОСЖД

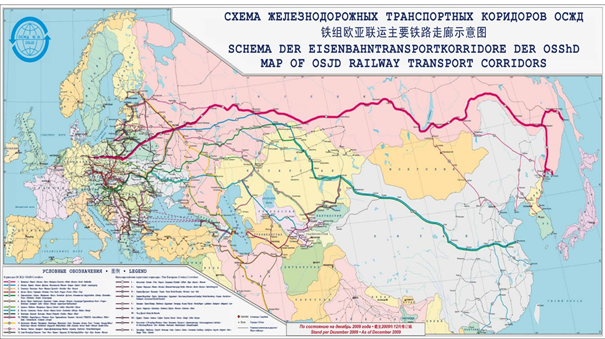

В системе ОСЖД функционируют 13 транспортных коридоров. Географически они охватывают почти все страны – члены ОСЖД от Запада до Востока и от Севера до Юга (см. схему 1). Их основа была заложена в 1996 г., когда ОСЖД определила 13 основных железнодорожных маршрутов в сообщении между Европой и Азией на основе грузоперевозок, осуществляемых между странами двух континентов. 
С 1996 по 2001 гг. Организация провела анализ географических, технических и эксплуатационных показателей и технического оснащения 13 коридоров, собрала данные по инфраструктуре и пересечениям границ, а также изучила пути совершенствования технологии грузовых перевозок. Результатом данной работы стали всесторонние меры, выработанные для совершенствования организации международных железнодорожных транспортных перевозок по транспортным коридорам в сообщении между Европой и Азией. Заинтересованные страны подписали «Меморандум о взаимопонимании» по развитию этих коридоров, что послужило основой для скоординированных действий со стороны государств по реорганизации и модернизации соответствующих железнодорожных линий.
Для обеспечения эффективного функционирования коридоров по каждому из них подписаны Меморандумы о сотрудничестве в области технического, эксплуатационного и коммерческого развития железнодорожного коридора, разработаны Комплексные планы улучшения движения и развития транспортного коридора и Технико-эксплуатационные паспорта. 

## Комитет ОСЖД
Комитет Организации сотрудничества железных дорог - это исполняющий орган Организации. При этом он является единственным постоянно действующим органом ОСЖД. В состав Комитета входят специалисты, направленные в Комитет членами ОСЖД. Для выполнения своих функций имеет следующую организационную структуру:
| Комитет Организации сотрудничества железных дорог  | |
| Руководство Комитета                               | Председатель Заместители Председателя Секретарь |
| Рабочий аппарат Совещания Министров                | I Комиссия по транспортной политике и стратегии развития II Комиссия по транспортному праву |
| Рабочий аппарат Конференции Генеральных директоров | III Комиссия по грузовым перевозкам; IV Комиссия по пассажирским перевозкам; V Комиссия по инфраструктуре и подвижному составу. Постоянная рабочая группа (ПРГ) по кодированию и информатике Постоянная рабочая группа (ПРГ) по финансовым и расчётным вопросам |

## Председатели Комитета ОСЖД
1957–1965 – Хенрик Дронжкевич
1976–1985 – Стефан Батковски
1985–1990 – Рышард Ставровски
1990–1998 – Анджей Голашевски
1998– 2020 – Тадеуш Шозда
с 2020 по настоящее время – Мирослав Антонович 